# Zebreira
Zebreira era una freguesia portuguesa del municipio de Idanha-a-Nova, distrito de Castelo Branco.

## Historia
A semejanza de otras freguesias del distrito, Zebreira fue repoblada por la Orden de los Templarios en el siglo XII. Fue cabecera de su propio municipio hasta 1834, fecha en la que se integró en el municipio de Salvaterra do Extremo, a su vez desaparecido en 1855.
Fue suprimida el 28 de enero de 2013, en aplicación de una resolución de la Asamblea de la República portuguesa promulgada el 16 de enero de 2013 al unirse con la freguesia de Segura, formando la nueva freguesia de Zebreira e Segura.

## Patrimonio
En su patrimonio histórico-artístico destacan la Iglesia Matriz, del siglo XVIII, en la que merece especial atención el altar de la capilla del Espíritu Santo, y el pelourinho, de 1686, símbolo de su perdida jurisdicción municipal, que culmina en una pirámide cuadrangular, en cuyas cuatro caras aparecen, respectivamente, dos leones y dos brazos armados de cuchillo, con yelmo y corona (sur), una esfera armilar (norte), un brazo con un cuchillo (oeste) y una flor (este).